# Raytheon T-1 Jayhawk
El Raytheon T-1 Jayhawk es un avión a reacción bimotor usado por la Fuerza Aérea de los Estados Unidos para entrenamiento avanzado de pilotos. Los estudiantes del T-1A se preparan para volar aviones cisterna y de transporte. El T-400 es una versión similar para la Fuerza Aérea de Autodefensa de Japón.

## Diseño y desarrollo
El T-1A Jayhawk es un entrenador a reacción bimotor de alcance medio, usado tanto en la fase avanzada del Entrenamiento Conjunto Especializado para Pilotos sin Graduar (JSUPT) (estudiantes seleccionados para pilotar los aviones de transporte estratégico/táctico y cisternas), como durante la fase avanzada del Entrenamiento Especializado de los Oficiales de Sistemas de Combate (SUCSOT) (estudiantes anteriormente conocidos como navegantes) de la Fuerza Aérea de los Estados Unidos (USAF) en procedimientos de vuelo de alta y baja cota. Además, complementaba al T-39 Sabreliner durante la fase intermedia del Entrenamiento Especializado del Oficial de Vuelo Naval (SNFOT) de la USN/USMC, hasta la fusión que se produjo en 2010 con el nuevo Entrenamiento Conjunto Especializado para Oficiales de Sistemas sin Graduar de la USAF/USN/USMC. Actualmente, sólo permanece en servicio con la USAF, dejando a la USNavy con el Sabreliner, que está pendiente de su posterior sustitución.
El T-1 Jayhawk comparte la misma letra y número que el ya retirado T-1 SeaStar del sistema de designación de aviones para los tres Servicios de los Estados Unidos, de 1962.
El T-1A de alas en flecha es una versión militar del Beechjet/Hawker 400A. Tiene asientos de cabina para un instructor y dos estudiantes y está propulsado por dos motores turbofán, capaz de una velocidad operativa de Mach 0,78. El T-1A se diferencia de su contraparte comercial en las mejoras estructurales que le permiten grandes cantidades de aterrizajes por hora de vuelo, aumentando la resistencia a impactos de aves y un tanque adicional de combustible en el fuselaje. Se entregaron un total de 180 entrenadores T-1 entre 1992 y 1997.
El primer T-1A fue entregado en la Reese Air Force Base, Texas, en enero de 1992, y el entrenamiento de estudiantes comenzó en 1993.
Otra variante militar es el entrenador T-400 (400T) de la Fuerza Aérea de Autodefensa de Japón, que comparte el mismo certificado de tipo que el T-1A.

## Variantes

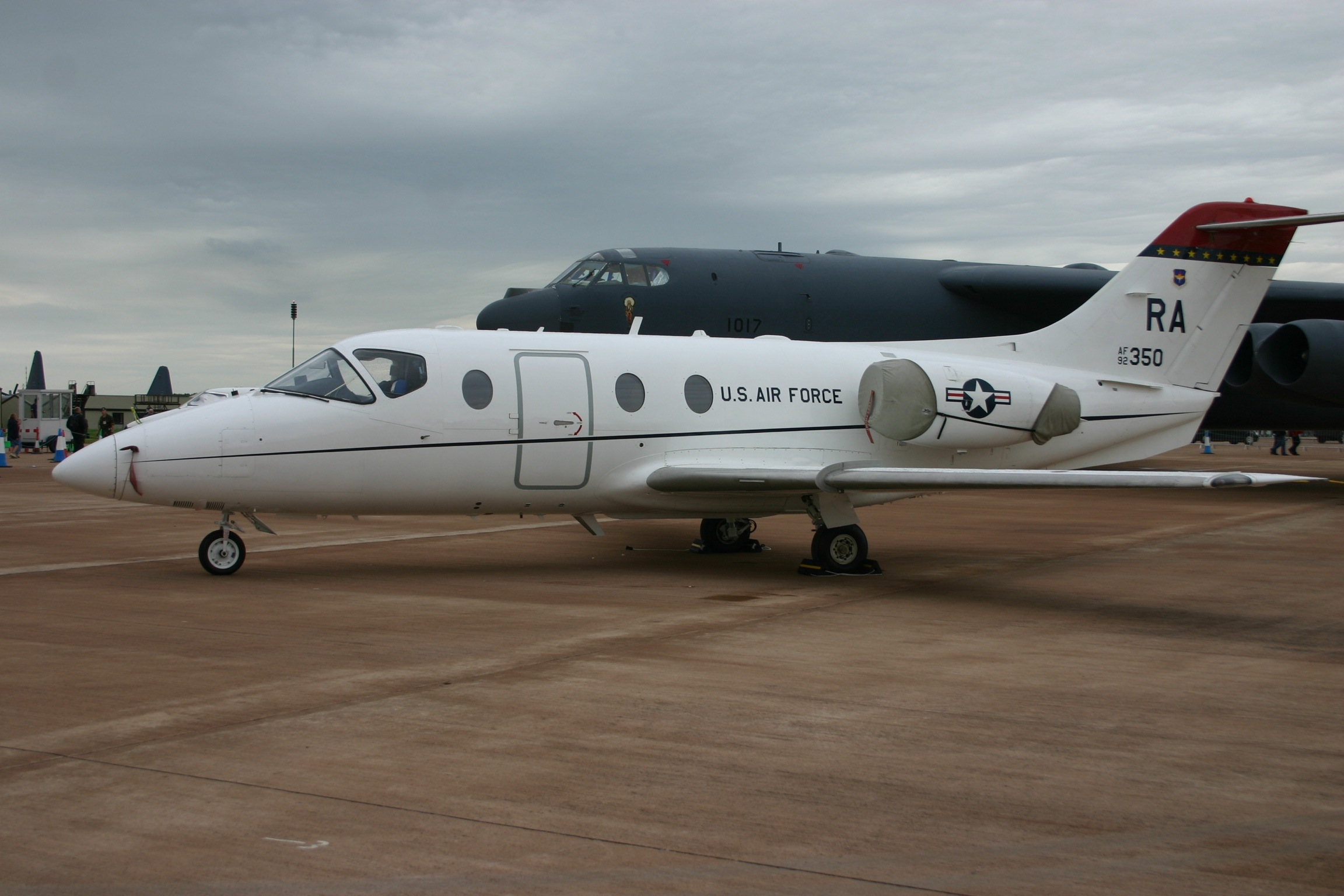
Un T-1A aparcado en RAF Fairford.

T-1A
Designación militar de los Estados Unidos para el Model 400T, propulsado por dos turbofán JT15D-5B, 180 construidos.
T-400
Designación militar japonesa para el Model 400T, equipado con dos turbofán JT15D-5F, también conocido por el nombre del proyecto TX; 13 construidos.

## Operadores
Japón

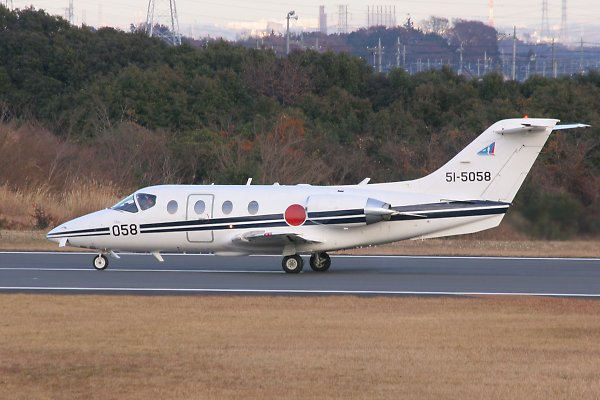
T-400 de la JASDF en la Iruma Air Base.

- Fuerza Aérea de Autodefensa de Japón
  - Air Support Command
    - 3rd Tactical Airlift Wing - Miho Air Base, Tottori
      - 41st Flight Training Squadron

 Estados Unidos
- Fuerza Aérea de los Estados Unidos

Air Education and Training Command
- 12th Flying Training Wing - Randolph Air Force Base, Texas

99th Flying Training Squadron
451st Flying Training Squadron - Pensacola Naval Air Station, Florida
- 14th Flying Training Wing - Columbus Air Force Base, Misisipi

48th Flying Training Squadron
- 47th Flying Training Wing - Laughlin Air Force Base, Texas

86th Flying Training Squadron
- 71st Flying Training Wing - Vance Air Force Base, Oklahoma

3rd Flying Training Squadron
Air Force Reserve Command
- 340th Flying Training Group - Randolph Air Force Base, Texas

5th Flying Training Squadron - Vance Air Force Base
43d Flying Training Squadron - Columbus Air Force Base
96th Flying Training Squadron - Laughlin Air Force Base
100th Flying Training Squadron - Randolph Air Force Base

## Especificaciones (T-1A)

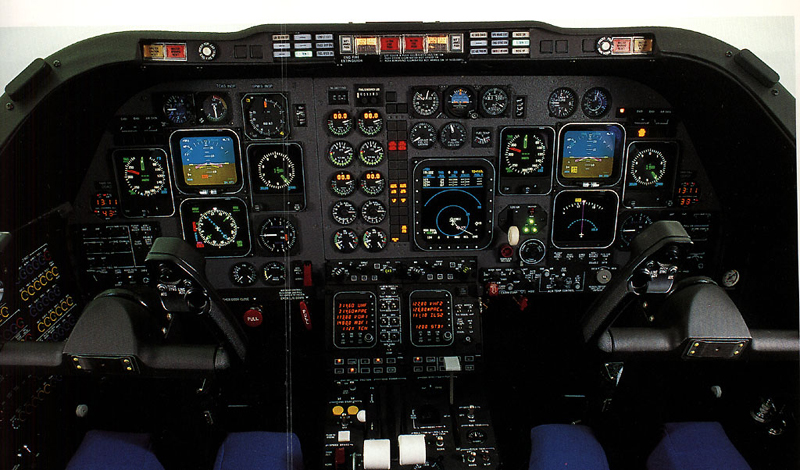
Cabinas de aviones de entrenamiento militar de Estados Unidos, Raytheon T-1 Jayhawk

### Características generales
- Tripulación: Dos pilotos.
- Capacidad: Siete pasajeros.
- Longitud: 14,75 m
- Envergadura: 13,25 m
- Altura: 4,24 m
- Peso vacío: 4672 kg
- Peso máximo al despegue: 7300 kg
- Planta motriz: 2× turbofán Pratt & Whitney Canada JT15D-5B.
  - Potencia: 2900 lbf (13 kN) cada uno.

### Rendimiento
- Velocidad nunca excedida (Vne): 860 km/h (Mach 0,78)
- Alcance: 3890 km
- Techo de vuelo: 12500 m (41000 pies)

### Desarrollos relacionados
- Hawker 400

### Aeronaves similares
- T-39 Sabreliner

### Secuencias de designación
- Secuencia T-_ (Aviones de Entrenamiento estadounidenses, secuencia alternativa de 1990): T-1 - T-3 - T-6 - T-7

### Listas relacionadas
- Anexo:Aeronaves de la Fuerza Aérea de los Estados Unidos (históricas y actuales)